# Ровен (округ, Північна Кароліна)
Шаблон:StateAbbr_ 35°38′ пн. ш. 80°31′ зх. д. / 35.64° пн. ш. 80.52° зх. д.
Округ  Ровен (англ. Rowan County) — округ (графство) у штаті  Північна Кароліна, США. Ідентифікатор округу 37159.

## Історія
Округ утворений 1753 року.

## Демографія
За даними перепису 
2000 року 
загальне населення округу становило 130340 осіб, зокрема міського населення було 76741, а сільського — 53599.
Серед мешканців округу чоловіків було 64380, а жінок — 65960. В окрузі було 49940 домогосподарств, 35495 родин, які мешкали в 53980 будинках.
Середній розмір родини становив 2,98.
Віковий розподіл населення поданий у таблиці:
| Стать    | До 15 років | 15-21 | 22-29 | 30-39 | 40-49 | 50-65 | 65-85 | Понад 85 |
| -------- | ----------- | ----- | ----- | ----- | ----- | ----- | ----- | -------- |
| Чоловіки | 13802       | 6209  | 7030  | 10206 | 9865  | 9911  | 6761  | 596      |
| Жінки    | 13228       | 5985  | 6547  | 9644  | 9366  | 10342 | 9202  | 1646     |

## Суміжні округи
- Деві — північ
- Девідсон — схід
- Стенлі — південний схід
- Каберрус — південь
- Еределл — захід

## Виноски
1. ↑  U.S. Decennial Census. United States Census Bureau. Процитовано 19 січня 2015.
2. ↑  Historical Census Browser. University of Virginia Library. Архів оригіналу за 11 серпня 2012. Процитовано 19 січня 2015.
3. ↑  Forstall, Richard L., ред. (27 березня 1995). Population of Counties by Decennial Census: 1900 to 1990. United States Census Bureau. Процитовано 19 січня 2015.
4. ↑  Census 2000 PHC-T-4. Ranking Tables for Counties: 1990 and 2000 (PDF). United States Census Bureau. 2 квітня 2001. Процитовано 19 січня 2015.
5. ↑  State & County QuickFacts. United States Census Bureau. Архів оригіналу за 7 червня 2011. Процитовано 29 жовтня 2013.(англ.) Наведено за англійською вікіпедією.
6. ↑  American FactFinder. Бюро перепису населення США. Архів оригіналу за 26 лютого 2012. Процитовано 31 січня 2008.

| США | Це незавершена стаття з географії США. Ви можете допомогти проєкту, виправивши або дописавши її. |